# Emília (personagem)
Emília é uma das principais personagens da obra infantil de Monteiro Lobato, na série relacionada ao Sítio do Picapau Amarelo.

## Sobre
Emília, na trama criada por Lobato, foi feita por Tia Nastácia para a menina Narizinho. Nasceu muda e é curada pelo dr. Caramujo que lhe receitou uma "pílula falante" e a boneca desembesta a falar: "Estou com um horrível gosto de sapo na boca!". Narizinho, preocupada, pediu ao "doutor" que a fizesse vomitar aquela pílula e engolir uma mais fraquinha, mas Caramujo explicou que aquilo era "fala recolhida" e que não poderia mais ficar "entalada". Ela é conhecida por volta e meia "abrir sua torneirinha de asneiras", principalmente quando quer explicar algo de difícil explicação ou justificar uma ação, ou vontade. Além de falar muito, também costuma trocar os nomes de coisas ou pessoas por versões com sonoridade semelhante.
Emília é uma boneca de pano, recheada de macela. Em muitas histórias, ela troca de vestido, é consertada ou é recheada novamente. Narizinho também faz e refaz suas sobrancelhas (segundo Reinações de Narizinho) e seus olhos (de retrós e por isso arrebentam se Emília os arregala demais). Ela é capaz de andar e se movimentar livremente, porém muitas vezes é tratada por Narizinho como uma boneca comum e é "enfiada no bolso".
Por ser uma boneca, embora evolua e vire gente, Emília pode cometer impunemente pecados infantis como birra, malcriação, egoísmo, teimosia e espertezas. Diz o que pensa e quando leva bronca, finge que não é com ela. Não teme nada, apronta todas e é cheia de vontades.
Em A reforma da natureza, ela inventa o "livro comestível": "(...) Em vez de impressos em papel de madeira, que só é comestível para o caruncho, eu farei os livros impressos em um papel fabricado de trigo e muito bem temperado. (...) O leitor vai lendo o livro e comendo as folhas, lê uma, rasga-a e come. Quando chega ao fim da leitura, está almoçado ou jantado." Através da boneca Lobato expressa a ideia de leitura prazerosa.
Livre de obrigações sociais impostas pela educação à criança,  é ela quem melhor se define: quando Visconde lhe perguntou que criatura ela era, respondeu:
"Sou a independência ou Morte".
Dentro das histórias do "Sítio", Emília foi biografada pelo Visconde de Sabugosa. Todo cheio de conhecimento enciclopédico, ele aproveita para dizer umas verdades sobre a boneca: "Emília é uma tirana sem coração. (...) Também é a criatura mais interesseira do mundo. (...) Só pensa em si, na vidinha dela, nos brinquedos dela".
Zöler Zöler descreve que "...Lobato criou a Emília com as características mais típicas de uma criança: a espontaneidade, a tendência ao egoísmo, à matreirice."

## Origens

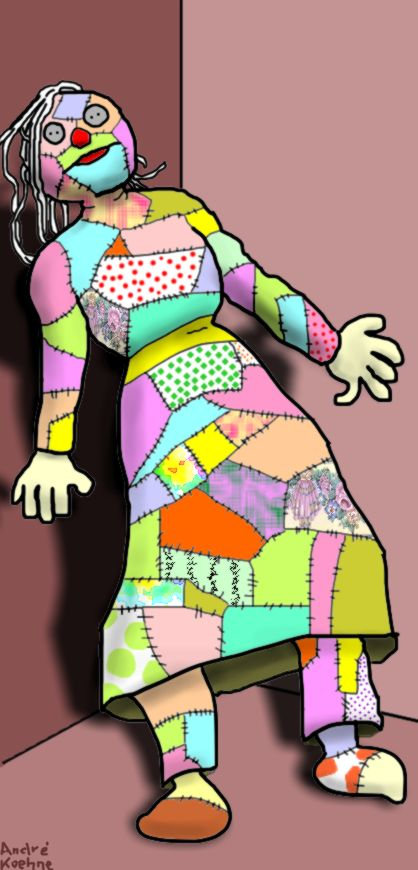
A boneca de retalhos de Oz

Diversos bonecos falantes permeiam a literatura infantil, desde Pinóquio. Sem dúvida, a literatura de L. Frank Baum deve ter influenciado Lobato, como todos aqueles que lhe foram pósteros e se aventuraram na escrita infantil. O Espantalho e até mesmo "The Patchwork Girl of Oz" certamente foram bases sobres as quais nasceu Emília.
Uma boneca em especial existe no conto russo "A Bela Vasilissa". A personagem título do conto é possuidora de uma boneca abençoada por sua mãe, que ganha vida ao ser alimentada. Quando a menina acaba prisioneira da bruxa Babayaga, a pequena boneca a ajuda a executar os trabalhos impostos pela feiticeira, e mais tarde a ajuda a escapar, pois a feiticeira tinha aversão a objetos e pessoas abençoados. Curiosamente, a personagem Vasilissa, assim como Narizinho também se casa com um rei ao final do conto.
Fanny Abramovich nota semelhanças da Emília com a personagem Píppi Meialonga, as considerando “verdadeiros furacões de vitalidade e bom humor”.
Diversos autores consideram Emília como um alter ego do Autor. Nela, Lobato exprimiria, muitas vezes, suas próprias opiniões que, por contrariarem o senso comum da época, foram colocadas na boca de uma criatura cuja índole era irresponsável e que, por ter enchimentos de macela, falava sem pensar. "A Emília é infernal", bem definiu Lobato: "Quando estou batendo o teclado, ela posta-se ao lado da máquina e quem diz que eu digo o que eu penso?".
| “ | A irreflexão é a principal marca da boneca mais famosa da Literatura Brasileira. Suas "asneiras" dão-lhe encanto próprio, graça que fizeram-na deixar o papel a que estava destinada, como personagem secundária, para ser uma das principais - a principal, ao menos para os leitores, curiosos para saber o quê ela irá aprontar. | ” |
|   | — Monteiro Lobato. |   |

Em carta de 1934, Lobato disse: "Eu adoro Emília e, ao escrever os livros nesta máquina, sou o primeiro que me rio das coisinhas que ela diz." Outros autores, como Margarida de Sousa, discordam da visão da Emília como um alter-ego de Lobato e a posiciona como uma representação da própria infância e nota que o próprio autor reconheceu que a personagem ia muito além de sua própria voz.

### A criatura foge ao "criador"

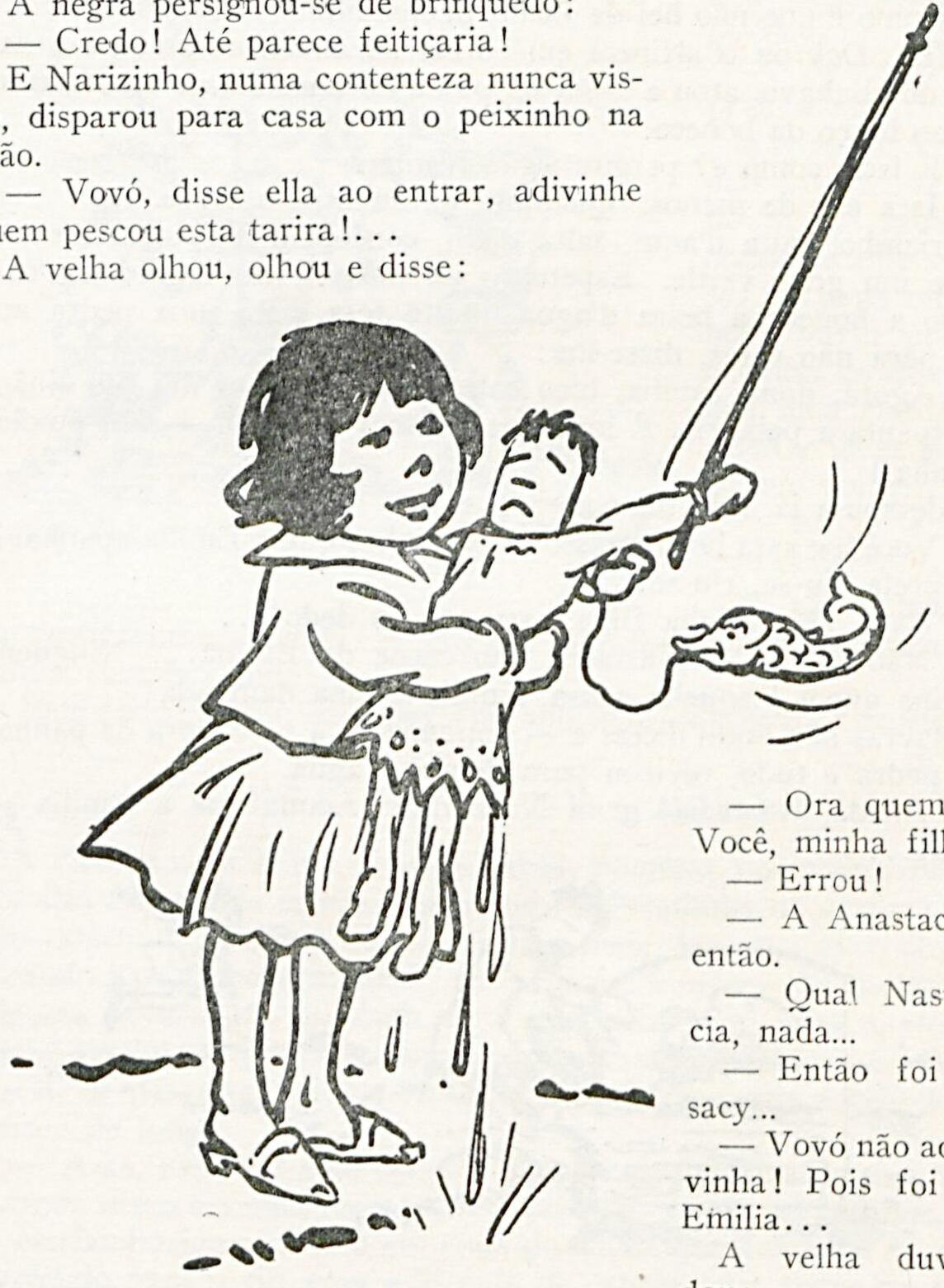
Emília por Voltolino, 1921

Em carta dirigida a Godofredo Rangel, Lobato declarou:
| “ | Emília começou uma ridicula, feia boneca de pano, dessas que nas quitandas do interior custavam 200 réis. Mas rapidamente evoluiu, e evoluiu cabritamente - cabritinho novo - aos pinotes. E foi adquirindo tanta independência que, não sei em que livro, quando lhe perguntam: 'Mas que você é, afinal de contas, Emília:' ela respondeu de queixinho empinado: 'Sou a Independência ou Morte.' E é. Tão independente que nem eu, seu pai, consigo dominá-la. Quando escrevo um desses livros, ela me entra nos dois dedos que batem as teclas e diz o que quer, não o que eu quero. Cada vez mais, Emília é o que quer ser... Sp, 01/02/1943 | ” |
|   | — Monteiro Lobato, in: Barca de Gleyre, 14ª ed, Brasiliense, S.Paulo, 1972 e Zöler Zöler: Lobato Letrador: 3º passo, 1ª ed, pp. 275, Tagori Editora, Brasília, 2018.. |   |

## Personificações
Desde sua criação, em "A Menina do Narizinho Arrebitado", livro publicado em 1920, Emília mereceu diversas representações por grandes ilustradores, no Brasil e no exterior - pesquisados por Camilla Cerqueira César e Cecília Reggiani Lopes.

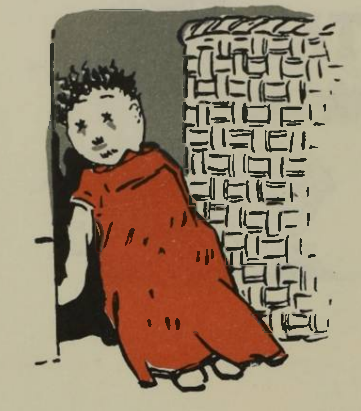
Emília em 1920.

"Uma bonequinha sem-graça, quase despersonalizada", foi assim que a primeira Emília foi vista por Voltolino. Sem dedos nas mãos, os cabelos eram rabiscos que seguiam a descrição inicial de Lobato:
| “ | Uma boneca de pano bastante desajeitada de corpo. Emília foi feita por tia Nastácia, com olhos de retrós preto e sobrancelhas tão lá em cima que é ver uma bruxa." | ” |

Muitos ilustradores não deixaram assinatura em edições que se seguiram, mesmo que rebuscadas. Algumas dessas trazem uma Emília já cabeludinha e, sendo todas em preto e branco, grossos cabelos negros curtos são a constante - já que as feições variam.

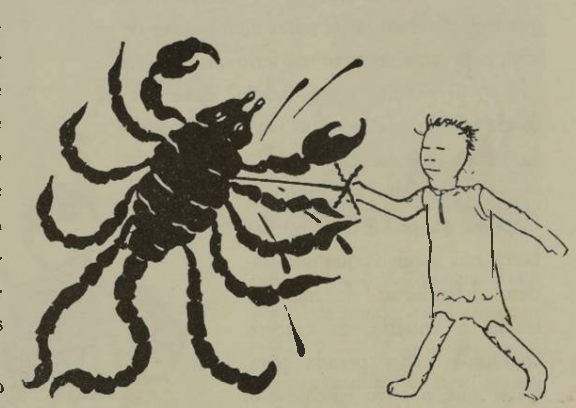
Emília em A Menina do Narizinho Arrebitado.

Jean Gabriel Villin traz uma Emília de cabelos claros, com pernas e braços afilados e compridos (1931-34); Belmonte traz uma Emília com feições mais humanas, tendo evoluído para as bonecas que imitavam o rosto infantil - mantendo os "olhos de retrós", ou seja, dois pontos negros (1936-39). Rodolpho (1944) coloca Emília nas proporções devidas - pequenina como as bonecas de pano devem ser e, claro, sem nariz. Jurandir U. Campos, conhecido pintor e genro de Lobato, já havia ilustrado a obra do sogro, sem modificações de vulto quanto à boneca Emília.
Na década de 60 dois extremos: as belas e elaboradas ilustrações de André Le Blanc contrastam com as distorções mais artísticas que ilustrativas de Odiléia Toscano.
Finalmente, na década seguinte, Emília ganha personificações mais humanas. Quarenta anos depois de sua criação original, Manoel Victor Filho traz uma boneca com formas quase totalmente de menina - até chegar na última personificação, mas ainda não "definitiva", feita pelo artista Ely Barbosa, para a Rede Globo, esta última adaptando a boneca às necessidades da nova mídia na qual a obra de Lobato inseria-se - ou seja, uma menina disfarçada de boneca. Com algumas alterações, sobretudo com o advento das cores na TV, Emília passou por constantes atualizações. No começo do século XXI, Emília tornou-se um grande sucesso comercial, com a venda de bonecas dos mais variados tamanhos e sempre dotadas de um visual extremamente colorido.

## Atrizes
Durante inúmeras versões do Sítio do Picapau Amarelo para o cinema e a televisão, a personagem Emília já foi interpretada por
- Lúcia Lambertini nas versões feitas do Sítio do Picapau Amarelo pela extinta TV Tupi (de 1952 a 1962) e pela TV Cultura (1964);[12]
- Olga Maria no filme O Saci (1953);[13]
- Dulce Margarida e  Zodja Pereira na versão feita pela Rede Bandeirantes (1967 a 1969);[12]
- Leda Zepellin no filme O Picapau Amarelo (1973);
- Dirce Migliaccio (em 1977), Reny de Oliveira (em 1978 a 1983) e Suzana Abranches (de 1983 a 1986), na versão feita da obra infanto-juvenil de Monteiro Lobato, realizada pela Rede Globo;[14]
- Isabelle Drummond (de 2001 a 2006) e Tatyane Goulart (2007), na versão produzida também pela Rede Globo.[15]
- Isabella Guarnieri (de 2012 até 2016) na série animada.[16]
- Débora Gomez (a partir de 2021), no especial "Picapau Amarelo", exibido pelo SBT.[17]

Emília Substantivo Próprio
- Lindainês Deterling (a partir de 2023), no especial "Picapau Amarelo", exibido pelo SBT.[18][19]

Em dois momentos o Governo Federal "adotou" os personagens lobatianos. Passando pela ilustração de Gian Calvi, em 1973, nos selos em bloco comemorativo da obra de Lobato, em que uma Emília simplista entrega flores ao Lobato. Esta imagem é utilizada, também, no carimbo comemorativo ao 1º dia de lançamento, usado em Taubaté, São Paulo e Rio de Janeiro. Chega-se às imagens que foram cunhadas por Ely Barbosa - e modificadas até chegarem no modelo atualmente divulgado - em "cartilhas" do programa "Fome Zero"